# 上杉定頼
上杉 定頼（うえすぎ さだより）は、室町時代中期の武将・守護大名。千秋上杉家当主。安房国守護。一時、扇谷上杉家の名代（家督代行）を務めた。

## 経歴
上杉定重の子として誕生。応永26年（1419年）、当時の扇谷上杉家当主であった上杉持定が18歳で没した。持定には弟・持朝がいたが5歳であるため、従兄にあたる定頼が扇谷上杉家の「名代」として持朝成人までの後見となった。当時の「名代」は当主とほぼ同様の地位を有しており、定頼の通称である「三郎」は本来扇谷上杉家当主が通称として用いていたものであった。もっとも、定頼の生年は不明であり、従弟である持朝との年齢差はその上下も含めて不詳である。これは、既に元服していた定頼が持朝の死去によって「名代」になって三郎と改めたものか、持朝の死去によって定頼が元服して三郎と名乗った上で「名代」になったものかという問題、ひいては扇谷上杉家における定頼の立場を考える上で重要な問題でもあるが、現時点では不詳である。
なお、持朝の扇谷上杉家当主としての活動が確認できるのは永享5年（1433年）持朝18歳の時のことであり、永享年間の初めに持朝が元服をしたのを機に定頼から持朝への事実上の家督交替が行われたと考えられている。ただし、定頼の史料上の最後の登場は永享元年（1429年）のことであり、その没年も不明であることから、その交替も定頼の死去が関連している可能性も否定できない。
鎌倉府の奉公衆（鎌倉府奉公中）として鎌倉公方に出仕すると共に、少なくても応永27年（1420年）から同30年（1423年）にかけて安房守護職の地位にあった。更に、上総国及び相模国の守護職にも任じられていた可能性がある。
また、応永29年（1422年）の小栗満重の乱では、鎌倉府の大将を務めて諸将の軍忠状に証判を加え、その2年後に小栗氏の旧領であった常陸国の「北小栗御厨内小萩嶋郷」を鶴岡八幡宮に寄進している。
当時（1420年代）の上杉氏は、山内上杉家の当主・上杉憲実と扇谷上杉家の当主持朝は幼少、犬懸上杉家は上杉禅秀の乱によって没落して拠点を京都に移すなど、不振の時期にあった。こうした中で定頼は扇谷上杉家の後見としてのみならず、上杉氏全体を代表する立場になっていた。その一方で4代鎌倉公方・足利持氏も、かねてからの関東管領の影響を抑えるために定頼を重用して上杉氏全体の抑えに利用したと考えられている。もっとも、その後の永享の乱において扇谷上杉家や千秋上杉家が持氏に味方せず、関東管領である山内上杉家に従うことになる。
前述の通り、定頼の史料上の最後の登場は永享元年（1429年）のことであり、その後の動向は不明である。扇谷上杉家の当主交替後には千秋上杉家の当主に戻ったと推測されているが、それを裏付ける史料は存在していない。また、永享7年（1435年）の山入与義の乱でも鎌倉府の大将であったとする見解があるが、根拠とされる文書の年次を正長2年（永享元年/1429年）とする説もあり、これも確実な史実とは言い難い。更に渡政和は「仮説」であると断った上で、『鎌倉大草紙』や『上杉系図』に登場する山内上杉家の上杉憲実の実弟で永享の乱後に兄とともに出家して「道悦」と名乗った上杉（三郎）重方が、実は（三郎）定頼のことであった可能性を指摘する。渡はその根拠として「上杉系図」の諸本には重方と道悦が別人とされているものや重方が扇谷上杉家の人間として記述されているものがあること、鎌倉府の作法について記した『殿中以下年中行事』における鎌倉公方の鶴岡八幡宮社参の際の御幣之役として登場する「長棟（憲実）ノ舎弟三郎」や『喜連川判鑑』応永29年の記事にある「憲實ガ舎弟、三郎重方」が、実際には同じ三郎でも定頼の事績であることなどを挙げ、定頼の事績が山内上杉氏の系譜に混入して重方として記録された可能性を指摘するが、これについてもそれを裏付ける史料は存在していない。